# 松尾泰
松尾 泰（まつお ゆたか、1960年 - ）は、日本の物理学者（理論物理学・素粒子物理学）。東京大学大学院理学系研究科教授。主な研究分野は、超弦理論・場の理論・数理物理学。

## 経歴
福岡県出身。1979年福岡県立修猷館高等学校を経て、1983年東京大学理学部物理学科卒業。1988年同大学院理学系研究科博士課程修了。
1992年東京大学大学院理学系研究科助手となり、1994年京都大学基礎物理学研究所助教授に転じる。1997年東京大学大学院理学系研究科助教授となり、2007年同准教授を経て、2018年同教授に就任する。

## 著書
- 『文系のためのめっちゃやさしい 超ひも理論』（ニュートンプレス、2021/03/25）
- 『文系のためのめっちゃやさしい 物理』（ニュートンプレス、2021/10/25）
- 『文系のためのめっちゃやさしい 量子論』（ニュートンプレス、2022/02/25）